# Banachek

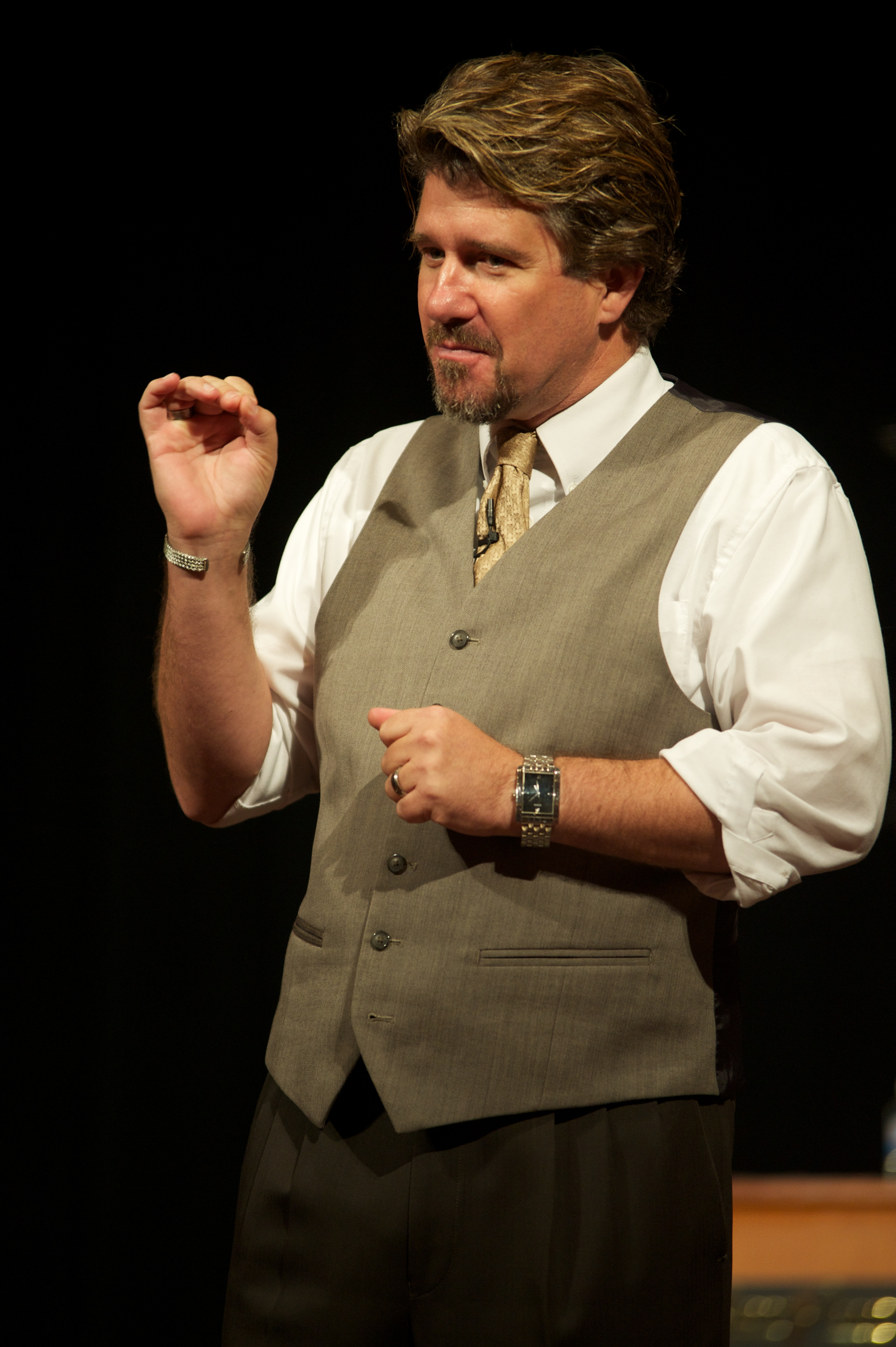
Banachek bij The Amaz!ng Meeting in Las Vegas in 2010.

Banachek is de artiestennaam van Steven Shaw (Middlesex, Engeland, 30 november 1960). Shaw is een Engels-Amerikaanse mentalist die verschillende boeken over mentalisme schreef en verschillende trucs binnen het werkveld bedacht. Voorbeelden zijn het 'kogelvangen' zoals Penn & Teller dat uitvoeren en een truc waarbij iemand levend begraven wordt.
Banachek werkt anno 2008 vooral als adviseur voor verschillende mensen die zich bezighouden met illusionisme en mentalisme, zoals Penn & Teller, David Blaine, James Randi en Criss Angel. Hoewel Banachek werd geboren in Engeland, groeide hij vanaf zijn negende met zijn twee half-broers op in Zuid-Afrika en Australië (vanaf 1975). Sinds 1976 woont Shaw in de Verenigde Staten, waar hij sindsdien optreedt en werkt.

## Scepticus
Banachek was een van de medewerkers van scepticus James Randi in Project Alpha begin jaren 80. Daarin raakten wetenschappers van de Universiteit van Washington onterecht overtuigd van zijn vermeende paranormale vaardigheden. Hij nam ook deel in Randi's onderzoek dat leidde tot de ontmaskering van geloofsgenezer Peter Popoff. Shaw is een fel tegenstander van spiritisten als James van Praag en John Edward, die hij stuk voor stuk tuig (scum) vindt:
"Ze verhinderen dat mensen aan een normaal rouwproces toekomen. Een zoontje van een vriend stierf bijvoorbeeld aan kanker. Zijn vrouw ging naar een spiritist die haar ervan overtuigde dat ze kon communiceren met haar overleden zoontje. Vervolgens ging ze helemaal op in het proberen te praten met haar dode kind. Ze ontweek haar man, ze verwaarloosde haar nog levende kinderen en was constant bezig met 'gene zijde'. Ze raakte haar man en kinderen zo bijna kwijt. Gelukkig ging ze uiteindelijk weer helder denken.
Het is een gevaarlijk spelletje wat deze mensen spelen. OK, soms helpen ze misschien mensen een moeilijke tijd door te komen, maar in de meeste gevallen doen ze meer kwaad dan goed op de lange termijn. Als ik crack geef aan een junk, dan voelt hij zich vandaag ook prima. Maar is het goed voor hem op langere termijn?"

## Waardering
Banachek ontving de APCA (Association for the Promotion of Campus Activities) entertainer van het jaar-prijs (twee keer op rij) en de College Campus novelty act. Daarnaast kreeg hij de Psychic Entertainers Association Prijs voor zijn creativiteit op het vlak van mentalisme, de Dan Blackwood Prijs voor grote verdiensten aan het mentalisme en de Dunninger Prijs. Banacheks boek Psychological Subtleties 2 won The Magic Woods Prijs in de categorie 'beste boek' (2007).